# Linie pisma

Linie pisma

Linie pisma – teoretyczne linie proste, poziome i równoległe do siebie, wyznaczające granice rysunku liter oraz pozostałych znaków w czcionkach i fontach. Mówiąc dokładniej są to linie odniesienia, wobec których wyznacza się znaki, ponieważ ich obrys nie zawsze musi być do tych linii styczny.

## Główne linie pisma
- podstawowa linia pisma (bazowa, główna, normalna, ang. baseline) – linia pokrywająca się z dolną krawędzią liter majuskułowych i minuskułowych bez wydłużeń dolnych, np. A, B, C, a, b, c
- dolna linia pisma – linia pokrywająca się z dolną krawędzią minuskuł z wydłużeniami dolnymi, np. g, j, p
- średnia linia pisma (ang. x-height) – linia pokrywająca się z górną krawędzią minuskuł bez wydłużeń górnych, np. a, c, e
- górna linia pisma – linia pokrywająca się z górną krawędzią majuskuł oraz minuskuł z wydłużeniami górnymi, np. A, B, C, b, d, f

Można wyznaczyć znacznie więcej linii pisma, ponadto nazewnictwo linii pisma nie jest znormalizowane i można się spotkać z różnymi nazwami linii i ich interpretacjami. Na przykład w jednej z interpretacji linię górną pisma nazywa się linią wersalików, a za „prawdziwą” linię górną uważa się bliżej niesprecyzowaną linię oddaloną o pewien niewielki odstęp od najwyżej położonej krawędzi majuskuły akcentowanej. W ten sam sposób za linię dolną pisma uważa się linię położoną o bliżej niesprecyzowane „trochę” poniżej linii wydłużeń dolnych. Jednak nazwy czterech głównych linii pisma są obecnie dość rozpowszechnione, a obowiązują we współczesnych programach do tworzenia fontów.

## Komentarze
- Potocznie terminu linia pisma używa się w odniesieniu do linii podstawowej mając na myśli linię na której stoją litery (bez wydłużeń dolnych).
- W rzeczywistości tylko poziomo ucięte końce kresek oraz wszelkie inne poziome płaskie krawędzie znaków stykają się z liniami pisma, zaś zaokrąglenia i wybrzuszenia zawsze nieznacznie przekraczają te linie tak, aby wszystkie znaki obserwowane z normalnej odległości sprawiały wrażenie optycznego styku z liniami na tej samej wysokości.
- W czcionkach znajduje się, poniżej dolnej linii pisma, dodatkowa niewielka odległość zwana odsadką mająca zapewnić pewien minimalny dystans zapobiegający przypadkowemu stykaniu się rysunków niektórych znaków z sąsiednich wierszy w przypadku braku użycia interlinii rozumianej jako dodatkowy odstęp międzywierszowy.
- Nie istnieje coś takiego jak linia środkowa pisma, aczkolwiek może zdarzyć się, że nazwana tak będzie linia średnia. Linia środkowa jest określeniem nieprawidłowym i może być mylące, ponieważ geometryczny środek odległości pomiędzy linią podstawową i górną nie stanowi żadnego wyznacznika przy projektowaniu krojów pisma, za to położenie linii średniej jest indywidualnie wyznaczane dla każdego kroju zgodnie z zamierzeniem jego twórcy. W poszczególnych krojach średnia linia pisma może nawet bardzo mocno oddalać się od geometrycznego środka pomiędzy linią podstawową i górną.
- Również proporcje odległości pomiędzy wszystkimi innymi liniami pisma są ustalane indywidualnie dla każdego kroju.
- Górna linia pisma pokrywa się zasadniczo z górną krawędzią majuskuł, jednak w wielu krojach wydłużenia górne minuskuł kończą się na trochę innej (ale wspólnej) wysokości, najczęściej nieco powyżej linii górnej.
- Rysunek szeryfów często przekracza główne linie pisma, wyznaczając własne (wspólne) dodatkowe linie, podczas gdy inne, typowe elementy tych znaków opierają się nadal o linie główne.
- Elementy liter akcentowanych i przegłosowych wyznaczają własne dodatkowe linie, często w większej liczbie niż jedna na każdą z głównych linii pisma, np. akcenty w postaci kropek i akcenty w postaci kresek mogą kończyć się na różnych wysokościach.
- Dywiz, oraz oba myślniki (półpauza i pauza) wyznaczają własną, wspólną dla nich linię pisma, nie związaną z linią średnią, ponadto dywiz może nieznacznie odbiegać położeniem od myślników.
- Rysunek znaków nieliterowych (w tym także indywidualnie każdej z cyfr) nawiązuje do linii pisma w sposób luźny, a nawet niekonsekwentny względem znaków o podobnej funkcji, jedynie niektóre znaki interpunkcyjne sztywno opierają się na linii podstawowej.